# سید العسیبی
سید العسیبی (انگلیسی: Sayed Al-Asibi؛ زادهٔ ۱۹۵۴) تیرانداز اهل عربستان سعودی بود. وی در بازی‌های المپیک تابستانی ۱۹۸۴ شرکت کرده‌است.